# 段天杰
段天杰，山西娄烦人，中国人民解放军少将。
早年担任北京军区政治部《战友报》社长。2012年6月，升任国防大学基本系政委，后调任国防大学政治部副主任。2014年11月，因涉嫌严重违纪，中央军委纪委对其立案调查。2015年1月，移送军事检察院处理。
2014年4月曾出版长篇爱情小说《紫竹情》。